# Kungliga Filharmoniska Orkestern

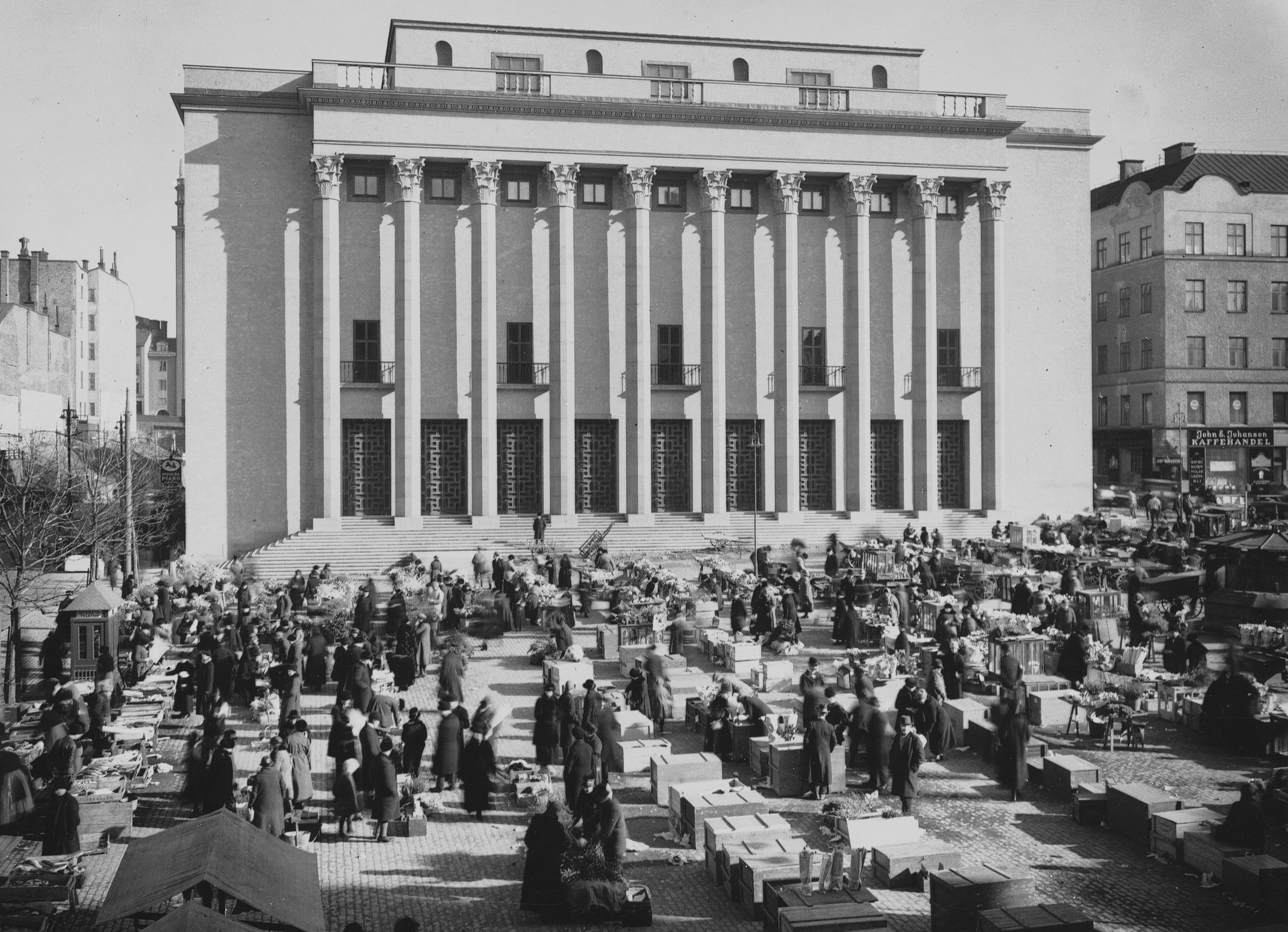
Konserthuset i Stockholm, Filharmonikernas hem sedan 1926. Fotot är från detta år.

Kungliga Filharmoniska Orkestern i Stockholm (KFO) är en symfoniorkester i Stockholm som grundades 1902 med namnet Stockholms Konsertförenings orkester. Mellan 1957 och 1992 hette den Stockholms Filharmoniska Orkester. Orkestern är sedan 1926 verksam i Stockholms konserthus och drivs idag av Stockholms konserthusstiftelse.

## Historik

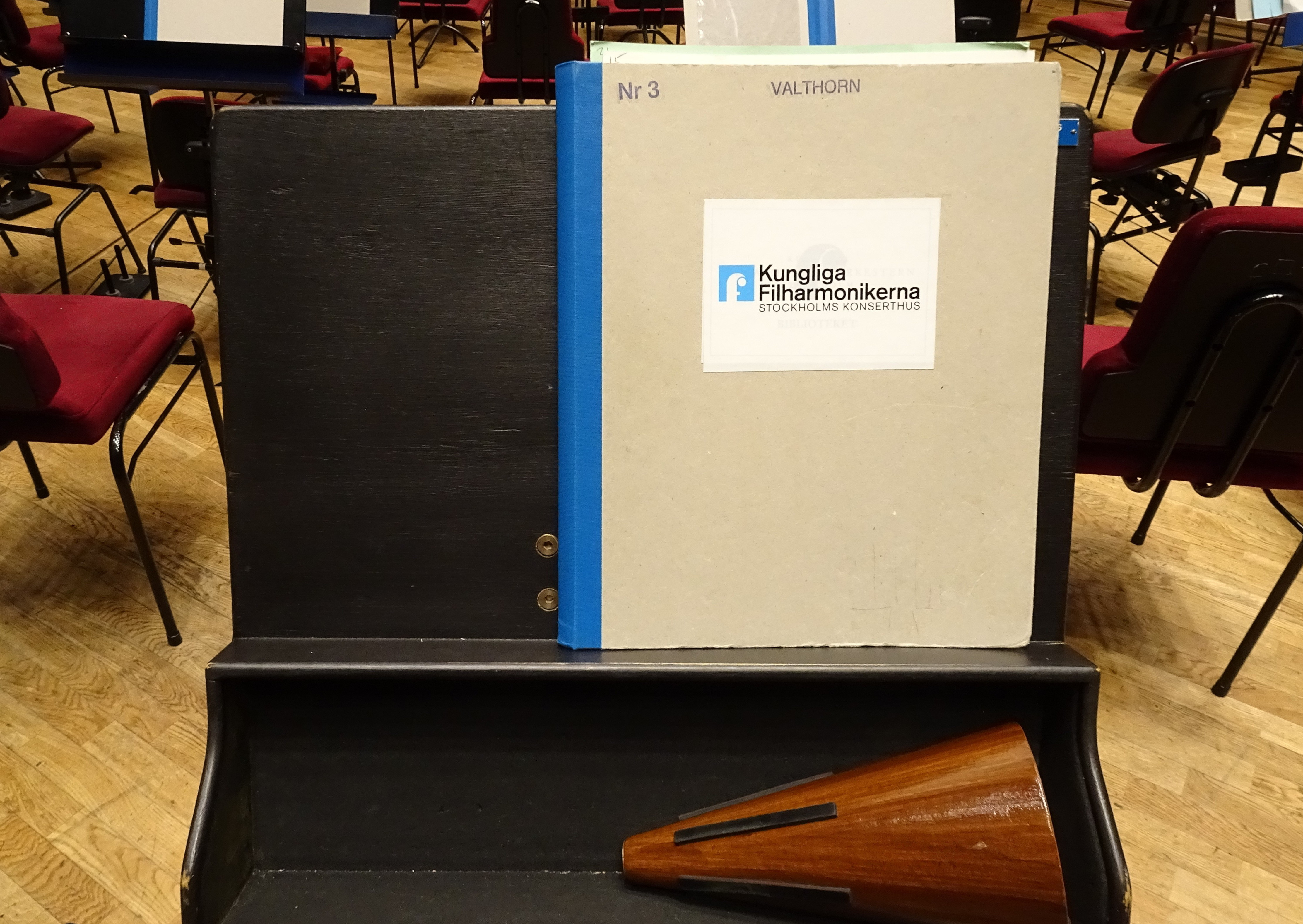
Notställ i Stora salen.

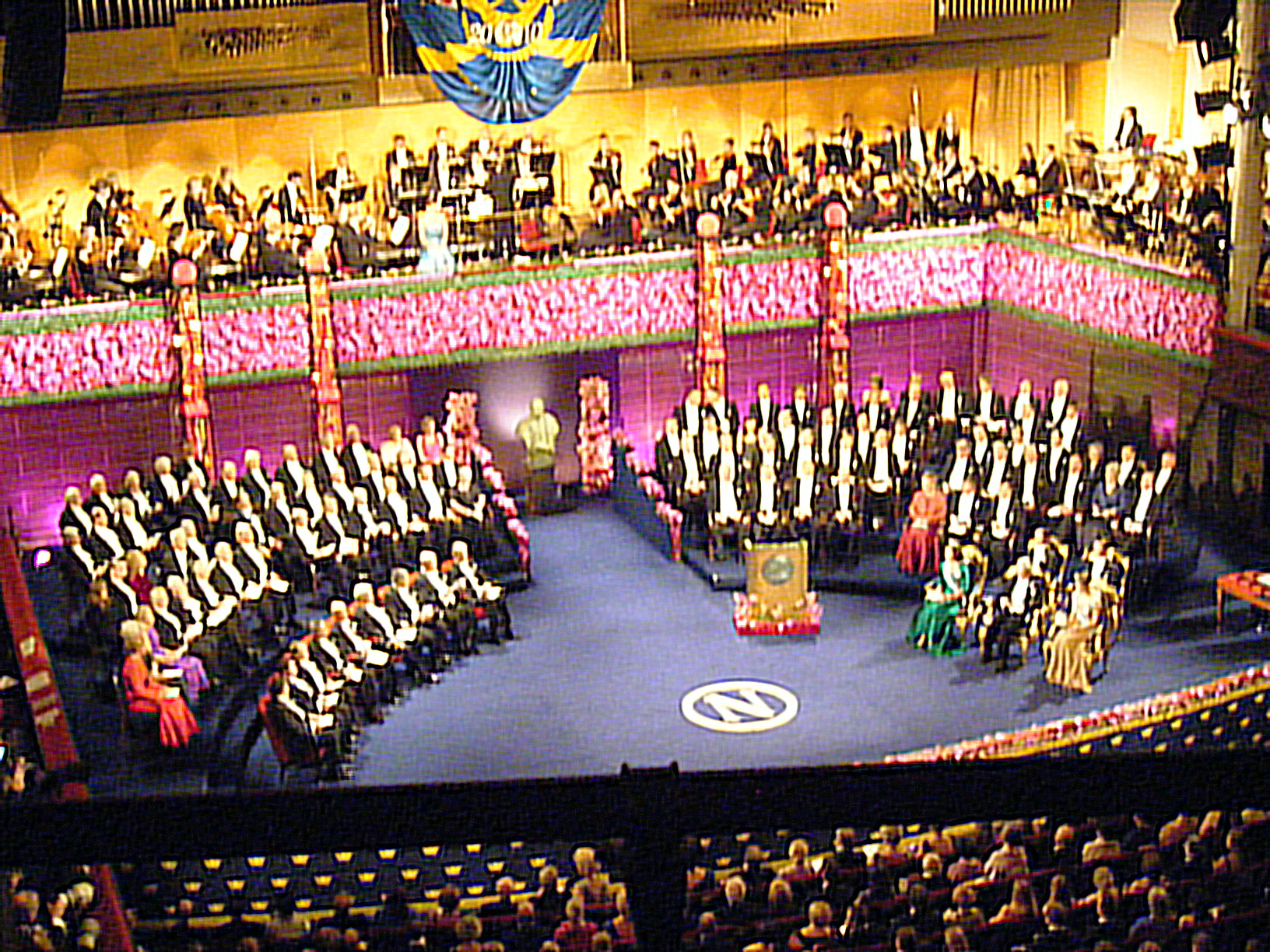
Filharmonikerna deltar varje år vid Nobelprisutdelningen. Foto 2010

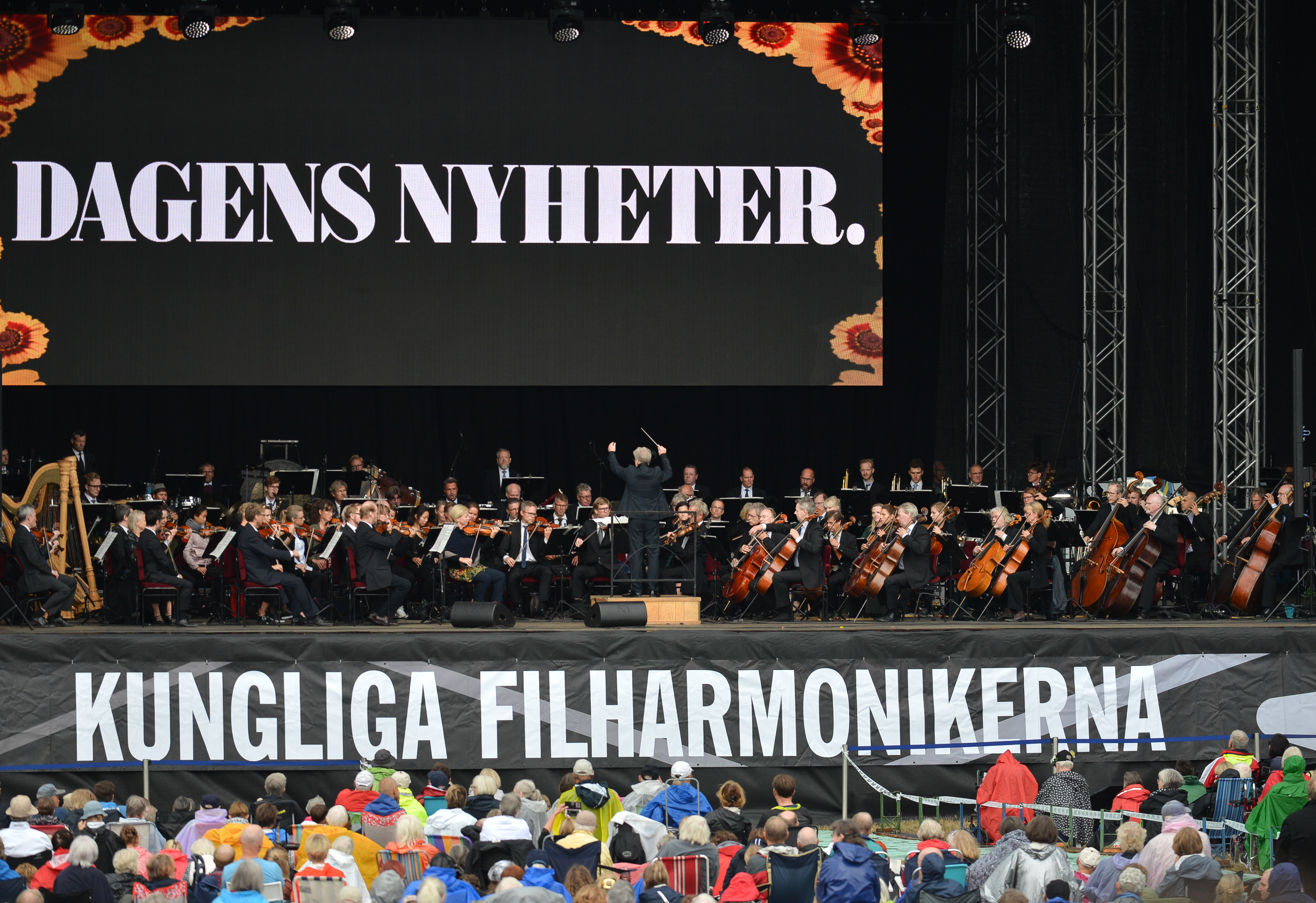
Kungliga Filharmonikerna på Gärdet i Stockholm under DN-konserten 2018.

Orkestern grundades 1902 med namnet Stockholms Konsertförenings orkester, och gav orkesterkonserter fram till 1910. Vid invigningskonserten den 21 oktober 1902 var Tor Aulin dirigent och Wilhelm Stenhammar solist. Tor Aulin, föreningens förste chefsdirigent, kunde från 1902 leda en fast engagerad orkester, som varje vecka gav två konserter. Konserterna 1902–1910 ägde i regel rum i Kungliga Musikaliska Akademiens stora sal. När orkesterns verksamhet fick en nystart i januari 1914 hölls merparten av Konsertföreningens konserter i Auditorium. Från 1914 var Konsertföreningens orkester en mer fast ensemble och drygt tio år senare, 1926, flyttade man till det nybyggda Konserthuset vid Hötorget. Först 1937, tack vare samarbete med Radiotjänst, fick musikerna i orkestern årslön.
I samverkan med Musikaliska Sällskapet, en körsammanslutning grundad av David Åhlén 1932, framförde man större körverk. Sällskapet leddes 1945 av Johannes Norrby, som 1950 utsågs till chef för Konsertföreningen. Större delen av Konsertföreningens verksamhet bestod av offentliga symfonikonserter, fördelade på olika serier. Man gav också skolkonserter och ungdomskonserter i samarbete med radion, då kallad Radiotjänst. Omkring 1950 gav Konsertföreningen cirka 70 konserter per säsong.
Orkestern bytte namn 1957 till Stockholms Filharmoniska Orkester och 1992 till Kungliga Filharmoniska Orkestern i Stockholm, eller i dagligt tal: Kungliga Filharmonikerna.
Tor Aulin var den förste i raden av framstående dirigenter som stått för den konstnärliga ledningen: Georg Schnéevoigt, Fritz Busch, Carl von Garaguly, Nils Grevillius, Adolf Wiklund, Antal Doráti, Gennadij Rozjdestvenskij, Paavo Berglund och Alan Gilbert. Bland gästdirigenterna återfanns många av världens stora dirigenter, bland andra Otto Klemperer, Rafael Kubelík, Pierre Monteux, Carlo Maria Giulini, Lorin Maazel, Vladimir Asjkenazi och Marin Alsop. Under åren 2008-2021 var finländaren Sakari Oramo Kungliga Filharmonikernas chefsdirigent och konstnärlige rådgivare. Oramo utnämndes i samband med sin sista konsert våren 2021 av orkestermedlemmarna till Kungl Filharmonikernas hedersdirigent.

## Årliga evenemang
Kungliga Filharmonikerna medverkar vid högtidligheterna i samband med Nobelprisutdelningen. Sedan 1975 arrangerar filharmonikerna tillsammans med Dagens Nyheter sommarkonserten "Filharmonikerna i det gröna" på Gärdet i Stockholm. Konserthuset och Kungliga Filharmonikerna startade 1986 den årligt återkommande Tonsättarfestivalen, en veckolång musikfestival kring en enda tonsättare.

## Chefsdirigenter
- Tor Aulin, 1902–1910
- Hans Seeber van der Floe, våren 1914
- Erich Ochs, 1914–januari 1915
- Georg Schnéevoigt, 1915–1924
- Wilhelm Sieben, 1925–1926
- Václav Talich, 1926–1936
- Fritz Busch, 1937–1940
- Carl von Garaguly, 1942–1953
- Hans Schmidt-Isserstedt, 1955–1964
- Antal Doráti, 1966–1974
- Gennadij Rozjdestvenskij, 1974–1977, 1991–1995
- Yuri Ahronovitch, 1982–1987
- Paavo Berglund, 1987–1991
- Andrew Davis och Paavo Järvi, förste gästdirigenter, 1995–1998
- Alan Gilbert, 2000–2008
- Sakari Oramo, 2008-2021
- Ryan Bancroft har utsetts till ny chefsdirigent för Kungliga Filharmonikerna. Han tillträder sin post i och med säsongen 2023/24.